# Constitution cubaine de 1976
Loi fondamentale de 1959 Constitution de 2019
La constitution de la république de Cuba est la loi fondamentale de Cuba de 1976 à 2019. Adoptée le 24 février 1976 à l'issue d'un référendum organisé le 15 février précédent, elle a été réformée plusieurs fois, en 1978, 1992 et 2002 avant d'être abrogée en 2019.

## Histoire

### Constitutions précédentes
Constitutions de la république en Armes
- Constitution de Guáimaro (1869[1])
- Constitution de Baraguá (1878)
- Constitution de Jimaguayú (1895)
- Constitution de La Yaya (1897)

Constitutions de la république de Cuba
- Constitution de 1901 (adoptée le 21 février 1901)
- Constitution de 1940 (adoptée le 10 octobre 1940)
- Loi fondamentale de 1959 : après la chute du régime de Batista, le gouvernement révolutionnaire adopte le 7 février 1959 une loi fondamentale qui reprend en grande partie la Constitution de 1940.

### Adoption
Après plus de quinze ans de régime transitoire, un projet de nouvelle constitution est préparé à partir de 1974. Le projet définitif est soumis à référendum le 15 février 1976 et approuvé par 97,7 % des votants. Le 24 février suivant, la Constitution est adoptée et entre en vigueur lors d'une cérémonie solennelle.

### Irrévocabilité du socialisme
En réaction au projet Varela, initié par l'opposant Oswaldo Payá Sardiñas, et forts d'une pétition de 9 millions de signataires, organisée par le régime communiste, les députés inscrivent, en 2002, dans la Constitution de Cuba l'irrévocabilité du socialisme.

### Abrogation
En juillet 2018, une commission présidée par Raúl Castro propose une nouvelle constitution destiné à doter le pays d'un système moderne de gouvernement. Celui-ci est approuvé par l'Assemblée nationale le 22 juillet. Un débat populaire se tient entre août et novembre 2018, à l'issue duquel le projet définitif est soumis à référendum en février 2019.
Le 24 février 2019, les citoyens sont appelés à voter l'adoption de la nouvelle Constitution et le font avec près de 87 % de votes favorables.